# Triplectides nivosus
Triplectides nivosus là một loài Trichoptera trong họ Leptoceridae. Chúng phân bố ở miền Australasia.